# Норвежско-русская практическая транскрипция
Транскрипция собственных имён с норвежского на русский часто вызывает затруднения. Связано это прежде всего с существованием двух форм современного норвежского языка: букмол и нюнорск (фонетически более правильно нюношк). Переводчику при разночтении рекомендуется использовать формы и написание букмола, хотя при написании многих географических названий используется нюнорск.

## Написание суффигированного артикля
Другая сложность практической транскрипции норвежских названий на русский язык — наличие суффигированного артикля. В единственном числе он имеет формы -en или -n для мужского рода, -et или -t для среднего рода, -a для женского рода. В множественном числе — -ene или -a.
Согласно З. Д. Голубевой, суффигированный артикль рекомендуется сохранять в следующих случаях:
- если географическое название представляет собой простое (не сложное) слово;
- если географическое название является сложным словом, второй компонент которого — слово в форме множественного числа;
- если географическое название представляет собой сложное слово, второй компонент которого является не номенклатурным термином, а любым другим нарицательным именем.

В то же время суффигированный артикль отбрасывается, если название представляет собой сложное слово, вторым компонентом которого выступает номенклатурный термин, независимо от того, сохраняет он своё реальное значение или утратил его.
Примеры номенклатурных терминов: hav (море, иногда океан), vik (залив), øy (остров), elv (река), by (город), bygd (посёлок), gård (двор) и т. п.
Практически в большинстве случаев суффигированный артикль сохраняют, если он неизменно присутствует в источнике.
Помимо суффигированного определённого артикля, в норвежском языке имеется свободный определённый артикль: den в единственном числе общего и мужского рода, во множественном числе de, в среднем роде det. Имеется также свободный неопределённый артикль: en (общий и мужской род), ei (женский род), et (средний род). Эти артикли передаются только в том случае, если имя или название без них не может употребляться, в противном случае артикль не передаётся.

## Таблица
Окончание -s родительного падежа не передаётся (Ibsens → Ибсен).
| Буква/буквосочетание | Примечание | Передача                              | Примеры |
| -------------------- | --- | ------------------------------------- | --- |
| a                    | | а                                     | Amundsen → Амундсен |
| aa                   | (устаревшее написание, сейчас å)                                                                                                   | о                                     | Istgaard → Истгор |
| au                   | в начале слов | эу                                    | Aursand → Эурсанн |
| au                   | после согласных | ёу                                    | Rauma → Рёума |
| b                    | | б                                     | |
| c                    | перед e, i, y, æ, ø | с                                     | Cederblad → Седерблад |
| c                    | в остальных позициях | к                                     | Conrad → Конрад |
| ch                   | преимущественно | ш                                     | |
| ch                   | в некоторых именах и фамилиях | к                                     | Christian → Кристиан |
| d                    | | д                                     | Dedekam → Дедекам |
| d                    | после гласных и r (если не читается, см. rd ниже)                                                                                  | не передаётся                         | |
| e                    | в начале слов, после гласных (кроме i) и в начале второй части сложного слова                                                      | э                                     | Eskeland → Эскеланн, Nesbyen Несбюэн, Hareid Харэйд |
| e                    | после согласных и i | е                                     | Dedekam → Дедекам, Liene → Лиене |
| ei                   | в начале слов и корней | эй                                    | Eid → Эйд, Nordfjordeid → Нурфьордэйд |
| ei                   | в остальных случаях | ей                                    | Leirvik → Лейрвик, Beiarn → Бейарн |
| f                    | | ф                                     | |
| g                    | преимущественно | г                                     | |
| g                    | перед ударными i, y, ei и в некоторых словах после e и между ø и n                                                                 | й                                     | Egner → Эйнер, Gibostad → Йибостад, Geiteryggen → Ейтерюгген, Evjegjerdet → Эвьеерет                                                                       |
| g                    | в суффиксах -ig, -lig, а также перед j в начале слова                                                                              | не передаётся                         | Gjærder → Йердер, Gjøvik → Йёвик, Gjesvær → Есвер |
| h                    | | х                                     | Hans → Ханс |
| h                    | перед j, v также после гласной перед согласной                                                                                     | не передаётся                         | Hjort → Йорт, Hvarnes → Варнес, Holtedahlfonna → Холтедалфонна                                                                                             |
| i                    | как слоговая гласная | и                                     | Ingstad → Ингстад |
| i                    | между гласной и согласной | й                                     | Eikeland → Эйкеланн |
| ie                   | | ие/ье в зависимости от произношения   | Skien → Шиен, Lierne → Лиерне, Aulie → Эулье, также Meieribyen → Мейерибюэн; исключение: Lie → Ли, Grieg → Григ                                            |
| j                    | | й                                     | |
| ja                   | в начале слова и после гласной | я                                     | Jan → Ян |
| ja                   | после согласной | ья, на стыке частей сложного слова ъя | Fitjar → Фитьяр |
| je, jæ               | в начале слова и после гласной | е                                     | Jenssen → Енссен, Jevnaker → Евнакер |
| je, jæ               | после согласной | ье, на стыке частей сложного слова ъе | Bjerke Бьерке |
| ji                   | в начале слова и после гласной | йи                                    | Jierta → Йиерта |
| ji                   | после согласной | ьи, на стыке частей сложного слова йи | |
| jo                   | после согласной, если произносится [jo]                                                                                            | ьо, на стыке частей сложного слова йо | Fridtjof → Фритьоф |
| jo                   | после согласной, если произносится [ju]                                                                                            | ью, на стыке частей сложного слова ъю | Storjord → Стуръюр |
| jo                   | в остальных позициях, если произносится [jo]                                                                                       | йо                                    | Johnsen → Йонсен |
| jo                   | в остальных позициях, если произносится [ju]                                                                                       | ю                                     | Jonas → Юнас |
| ju                   | в начале слова и после гласной | ю                                     | Juster → Юстер |
| ju                   | после согласной | ью, на стыке частей сложного слова ъю | Evju → Эвью |
| jy                   | в начале слова и после гласной | йю                                    | Jyskevik → Йюскевик |
| jy                   | в остальных позициях | ью, на стыке частей сложного слова йю | |
| jø                   | в начале слова и после гласной | йё                                    | Jøvik → Йёвик |
| jø                   | в остальных позициях | ьё, на стыке частей сложного слова йё | Bjørlykke → Бьёрлюкке |
| k                    | | к                                     | Koht Кут |
| k                    | перед ударными i, y, e, oy (обычно в начале слова или слога)                                                                       | х                                     | Kielland → Хьелланн, Kyrksæterøra → Хюрксетерёра, Kirkenær → Хиркенер, Koyvingen → Хёйвинген исключение: Kirkenes → Киркенес                               |
| kj                   | | хь                                    | Kjær → Хьер, Sørkjosen → Сёрхьюсен |
| l                    | перед гласной; после а, о (перед согласной и на конце слова)                                                                       | л                                     | Bjørlykke → Бьёрлюкке, Sogndalsfjøra → Согндалсфьёра, Meldal → Мельдал                                                                                     |
| l                    | перед согласной и на конце слова в прочих случаях (в том числе после и, е/э, ю, у, ё, ь); также на конце части составного названия | ль                                    | Elster → Эльстер, Trysil → Трюсиль, Fjell → Фьелль, Gol → Гуль, Trysilelva → Трюсильэльв                                                                   |
| l                    | в начале слова перед j | не передаётся                         | Ljan → Ян, Ljøterud → Йётеруд, но: Seljord → Сельюр |
| ld                   | в зависимости от произношения | л(ь)д                                 | Volda → Волда, Molde → Молде, Halden → Халден |
| ld                   | в зависимости от произношения | лл(ь)                                 | Olderdalen → Оллердален, Tjeldsund → Хьелльсунн, Tjeldstø → Хьелльстё, Sørfold → Сёрфолл                                                                   |
| m                    | | м                                     | |
| n                    | | н                                     | |
| nd                   | в пределах одной основы, особенно на конце слова                                                                                   | нн                                    | Inderøy → Иннерёй, Nordland → Нурланн, Sandane → Саннане (< Санн-ане)                                                                                      |
| nd                   | на границе между частями сложного слова                                                                                            | нд                                    | Sogndal → Согндал |
| nd                   | в некоторых исключениях | нд                                    | Stranda → Странда, Trøndelag → Трёнделаг, Sunndal → Сунндал                                                                                                |
| ndn                  | | нн                                    | Sandnessjøen → Саннесшёэн |
| o                    | если произносится [o] | о                                     | Lindendcrona → Линденкрона |
| o                    | если произносится [u] | у                                     | |
| p                    | | п                                     | |
| qu, qv               | | кв                                    | Berquist/Berqvist Берквист |
| r                    | | р                                     | |
| rd                   | обычно на конце слов и слогов | р                                     | Ålgård → Ольгор, Oppegård → Оппегор, Nordli → Нурли, Nordreisa → Нуррейса, Seljord → Сельюр, Stord → Стур, Gjerdrum → Еррум                                |
| rd                   | обычно в середине основы; на границе между частями сложного слова                                                                  | рд                                    | Førde → Фёрде, Hordaland → Хордаланн, Fjerdingby → Фьердингбю, Bardu → Барду (саам. название), Gardermoen → Гардермуэн, Øygarden → Эйгарден; Vardø → Вардё |
| rd                   | в корне -fjord → фьорд (отдельно и в составе сложных слов)                                                                         | рд                                    | Batnfjordsøra → Батнфьордсёра; кроме Sogn og Fjordane → Согн-ог-Фьюране                                                                                    |
| rs                   | | ш, в геоназваниях — рс                | Norsk → Ношк; Ørsta → Эрста |
| s                    | | с                                     | |
| sch                  | | ск                                    | Schou → Скоу |
| sj, skj              | | ш                                     | Skjervøy → Шервёй, Lesja → Леша, Mosjøen → Мушёэн, но Karasjok → Карасйок (граница основ, финское слово)                                                   |
| sjon                 | | шун                                   | Nasjonen → Нашунен |
| sk                   | перед ударными ei, i, y и иногда перед øy, e                                                                                       | ш                                     | Skien → Шиен, Askim → Ашим, Skedsmo (< Skeids-mo) → Шедсму, Skei → Шей; но на границе основ: Askøy → Аскёй                                                 |
| sk                   | в остальных позициях | ск                                    | Skouen → Скоуэн |
| t                    | | т                                     | |
| tj                   | | хь                                    | Tjølling → Хьёллинг, Tjeldstø → Хьельстё |
| tj                   | на границе частей сложного слова                                                                                                   | ть/тй                                 | Fitjar → Фитьяр |
| u                    | | у                                     | Skouen → Скоуэн |
| v, w                 | | в                                     | |
| x                    | | кс                                    | |
| y                    | в начале слова | и                                     | Yrke fjord → Ирке-фьорд, Ydstebøhavn → Идстебёхавн |
| y                    | после гласных (в составе дифтонгов)                                                                                                | й                                     | Røykenvik → Рёйкенвик, Valderøya → Вальдерёйа |
| y                    | в остальных позициях | ю                                     | Nyby → Нюбю |
| z                    | | с                                     | |
| æ                    | в начале слова и после гласной | э                                     | Ænes → Энес |
| æ                    | в остальных позициях | е                                     | Lærdal → Лердал |
| ø                    | в начале слова и после гласной | э                                     | Ørje → Эрье, Øystein → Эйстейн |
| ø                    | в остальных позициях | ё                                     | Sørum → Сёрум |
| å                    | | o                                     | Istgård → Истгор |